# ريو ميايتشي
ريو ميايتشي (باليابانية: 宮市 亮) (مواليد 14 ديسمبر 1992) هو لاعب كرة قدم ياباني يلعب مع نادي نادي تفينتي الهولندي، بالإعارة من أرسنال في الدوري الإنجليزي. يجيد اللعب كجناح في خط الوسط.
انضم لنادي أرسنال في عام 2011 ولكن لم يشارك في أي مباراة حتى تمت اعارة لأربعة اندية هي فيينورد، بولتون واندررز وويغان أتلتيك وأخيرا نادي تفينتي.

## وصلات خارجية
- ريو ميايتشي على موقع الاتحاد الدولي (مؤرشف)  (الإنجليزية)
- ريو ميايتشي على موقع رابطة كرة القدم اليابانية للمحترفين (اليابانية)
- ريو ميايتشي على موقع إي إس بي إن إف سي (الإنجليزية)
- ريو ميايتشي على موقع قاعدة بيانات كرة القدم.إي يو (الإنجليزية)
- ريو ميايتشي على موقع ناشيونال فوتبول تيمز (الإنجليزية)
- ريو ميايتشي على موقع Soccerbase.com (لاعب) (الإنجليزية)
- ريو ميايتشي على موقع Soccerway.com (الإنجليزية)
- ريو ميايتشي على موقع عالم كرة القدم.نت (الإنجليزية)
- ريو ميايتشي على موقع كووورة
- ريو ميايتشي على موقع AS.com (الإسبانية)
- ريو ميايتي – على موقع نادي أرسنال